# خلیج تمریوک
خلیج تمریوک (روسی: Темрюкский залив) یک خلیج در دریای آزوف و سرزمین کراسنودار روسیه است.

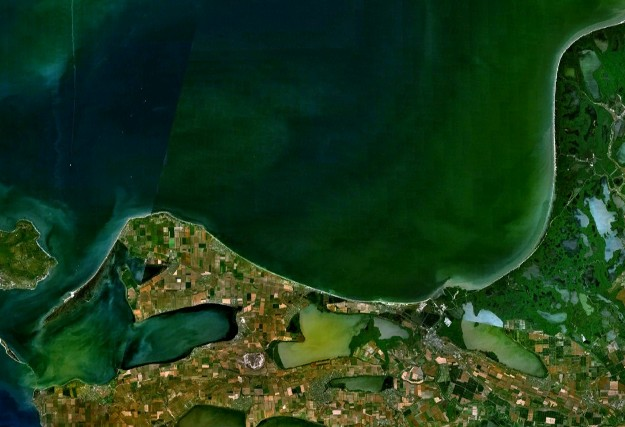
نمایی از خلیج تمریوک